# Omens
Albums de 3OH!3
Streets of Gold
(2010)
Singles
1. You're Gonna Love This
Sortie : 10 juillet 2012
2. Youngblood
Sortie : 13 novembre 2012
3. Do or Die (promotionnel)
Sortie : 18 décembre 2012
4. Back to Life
Sortie : 5 mars 2013

Omens (stylisé en OMENS) est le quatrième album du groupe américain 3OH!3. Il sort le 18 juin 2013 et contient onze chansons pour sa version standard et quinze pour sa version deluxe. Il est publié par les labels Photo Finish et Atlantic. Il s'agit du premier album du duo à être aussi publié par Warner Music, après leur signature chez la maison de disque en 2012. Il s'agit également de leur troisième album à être produit par Greg Kurstin, entre autres. L'album contient des éléments de musique crunkcore, de musique électronique, de rock électronique et pour la première fois, d'une réelle expérimentation au dubstep. Une version japonaise de dix-sept pistes a été évoquée mais n'a jamais été confirmée à ce jour, bien que le groupe ait déjà évoqué sur Twitter un « projet Omens » et des titres comme Bad Guy et The Northern Sky. Juste après sa sortie, l'album s'est immédiatement positionné à la 81e place du classement américain Billboard 200, en ayant vendu plus de 5 423 exemplaires la première semaine.

## Genèse de l'album
Le 20 février 2011, Nathaniel Motte a publié une déclaration selon laquelle le groupe travaillerait sur un quatrième album studio. Le 29 mai 2012, une nouvelle chanson fit son apparition sur le net, Do or Die, via une sorte de clip-vidéo sur YouTube, clip dans lequel le titre Omens fut premièrement dévoilé. Le premier single est You're Gonna Love This, publié le 10 juillet 2012.. Le groupe annonça alors que celle-ci serait présente sur ce nouvel album. Le 25 juin 2012, Nathaniel annonça officiellement via Twitter le titre de l'album, Omens et a premièrement déclaré qu'il sortira pendant l'automne 2012. Le 9 juillet 2012, Sean Foreman annonça l'arrivée imminente du premier single officiel tiré de l'album, You're Gonna Love This, qui est sorti le jour suivant. Lors d'un chat en direct sur Ustream le même jour, Sean dévoila des titres de chansons de l'album : Black Hole, Hungover, Back to Life et Two Girlfriends, dont des extraits seront divulguées au début du mois d'août 2012. Pendant un autre chat en direct sur Google+, Nat exposa une date de sortie pour le futur album, qui était alors le 30 octobre 2012. Cependant, le 24 septembre 2012, Nathaniel informa par son compte Twitter que l'album sera repoussé au 24 décembre 2012. Le 8 novembre 2012, Nathaniel annonça sur Twitter que le deuxième single, Youngblood, sortira le 13 novembre 2012. Nathaniel, un peu plus tard, annoncera finalement que les fans devraient attendre plus longtemps que prévu pour la sortie d'Omens et s'est excusé pour le retard. Mais il déclara également que 3OH!3 était de retour en studio afin de concevoir de nouvelles chansons. Le 18 décembre, la chanson Do or Die qui avait précédemment été divulguée sur le net, a été publiée via l'iTunes Store en tant que premier et unique single promotionnel. Le 11 février 2013, Nathaniel et Sean postèrent sur leur page Facebook le message suivant : « mars et juin - des mois importants pour 3OH!3 cette année ! » car le groupe jouera au Warped Tour en juin. Ce même mois de février 2013, leur site internet changea de peau et dévoila la nouvelle et définitive date de sortie, le 18 juin 2013. Le troisième single issu de l'album, intitulé Back to Life, a été mise à disposition en streaming sur le site web du groupe le 3 mars 2013 et a été rendu disponible en téléchargement légal le 5 mars.
L'album commence par une chanson-titre sous forme d'introduction instrumentale d'une durée d'une minute et de trente-sept secondes et se termine avec la piste Do or Die. Il incorpore des éléments de musique crunkcore (Eyes Closed et Two Girlfriends), propre au groupe, d'electropop (You're Gonna Love This et Make It Easy), de « ballades dance » (Youngblood et Back to Life), de rock électronique (Live for the Weekend) et pour la première fois, d'une réelle expérimentation, assez proche du travail de Skrillex ou Deadmau5, au dubstep (qui se ressent dans des titres comme Black Hole, Hungover et Do or Die). La version deluxe de l'album comprend quatre pistes bonus et un mélange de styles musicaux similaire à celui de la version standard.

### Titre
Lors d'une interview pour Music News en mai 2013, Nathaniel Motte déclara : « Lorsque nous cherchions un titre pour cet album, nous sommes tombés sur “OMENS” et ça avait du sens pour nous. Je pense que chacune des chansons sont, en quelque sorte, un présage. J'ose espérer qu'elles portent chacune un sentiment pour quelque chose d'épique, de sinistre et, plus important pour nous, de plaisir ».

## Accueil critique
Le magazine américain Rolling Stone donne une note de trois étoiles sur cinq à l'album, jugeant que « la meilleure chanson, qui n'est pourtant pas un single déjà exploité est Two Girlfriends, une gaffe qui semble s'inspirer de la chanson des Beastie Boys, Fight for Your Right ». Pour le quotidien The New York Times, qui compare l'album à Fashionably Late des Falling in Reverse, clame qu'il s'agit d'un album très bruyant, dans tous les sens du terme, rempli de synthés « brick-dense » et de percussions violentes, et qui est souvent remplacé par une « force aveugle ».

## Promotion

### Utilisation de chansons dans les médias
Plusieurs des titres présents dans l'album ont été utilisés dans divers médias afin de promouvoir ce quatrième opus. Ainsi, en septembre 2012, Youngblood avait été dévoilée en avant-première dans une bande-annonce pour une nouvelle série, Underemployed, diffusée sur MTV. La piste Do or Die à, quant à elle, été utilisée dans une bande-annonce pour une nouvelle saison de la série NCIS : Los Angeles. À la fin du mois d'avril 2013, 3OH!3 fait savoir via Twitter qu'un tout nouveau morceau, Bad Guy, qui ne figurera pourtant sur aucune édition de l'album, fera partie de la bande originale inspirée du film Iron Man 3,. Le 15 avril 2013, 3OH!3 déclare avoir réalisé toutes les musiques de l'épisode diffusé le soir même du programme de télé-réalité américain, The Real World: Portland sur MTV.

### Countdown to Omens
Le 7 mai 2013, le duo annonça le lancement d'un « Countdown to Omens » (littéralement « compte à rebours avant Omens ») via leur site web officiel. Une plateforme interactive, intitulée « OMENS Calendar », comportant un compte à rebours avant la sortie et associée aux thèmes de l'album a alors été mise en service. Chaque mardi, pendant 6 semaines, les internautes ont pu débloquer par le jeu du Simon, divers cadeaux comme des remixes du single You're Gonna Love This pour l'ouverture du jeu. Le  14 mai, un nouveau cadeau se débloque, une vidéo récapitulative de la tournée européenne du groupe effectuée en novembre 2012. On y voit notamment des scènes filmées lors des concerts à Londres, Norwich, Hambourg, Cologne, Munich et Paris ainsi que dans ces villes et des coulisses. La vidéo se termine avec l'inscription « Omens », annonçant l'arrivée imminente de l'album. Le 21 mai, avec 1 ou 2 jours de retard, ce sont des remixes du single Back to Life qui sont dévoilés. Tous les remixes des deux singles dévoilés au cours du compte à rebours ont été rassemblés dans un EP sorti le 31 mai, BTL/YGLT (Remixes).  Le 28 mai, c'est une nouvelle vidéo qui fait son apparition. Celle-ci met en scène les deux membres du groupe dans un concours de « trick shot » avec des champions, concept du clip de You're Gonna Love This. Le 4 juin au soir, c'est une grande surprise qui attend les fans, et pas des moindres, car c'est un teaser complet sous forme de megamix de la version standard de l'album qui est révélé. Le 11 juin, la dernière surprise à débloquer sera une écoute complète en ligne de la version standard de l'album.
Parallèlement à ce projet, le groupe évoqua le 19 mai 2013 la venue d'un événement « secret » qui prendrait place à Los Angeles. Trois jours plus tard, le 22 mai, ils annonceront sur Twitter la mise en vente de places pour un mini-concert qui aura lieu le 17 juin au Roxy de Los Angeles afin de fêter l'arrivée de l'album qui sortira le lendemain.

### Tournées
Pour effectuer la promotion de l'album, 10 mois avant sa sortie, le duo part en tournée à travers l'Amérique du Nord et l'Europe. Le Omens World Tour débute le 17 août 2012 à Spokane, aux États-Unis et se termine le 20 novembre 2012 à Lyon, en France. Une seconde tournée promotionnelle débute le 15 juin 2013 à Memphis, aux États-Unis et se termine le 28 juillet 2013 à São Paulo au Brésil, passant notamment par le Mexique. Le groupe Journey annonce au début du mois de septembre 2013 une tournée nord-américaine du 16 octobre au 26 novembre avec en invités les 3OH!3 et trois autres groupes. Une autre tournée européenne est prévue pour la fin 2013 ou début 2014 mais n'a pas encore été confirmée par le groupe.

## Singles
- Le premier single est la chanson You're Gonna Love This, sorti le 10 juillet 2012. Le clip est sorti le 15 septembre 2012[19],[20].
- Le deuxième single est la chanson Youngblood, sorti le 13 novembre 2012. Le clip est sorti le 14 novembre 2012[21],[22].
- Le premier et unique single promotionnel est la chanson Do or Die, sorti sur l'iTunes Store le 18 décembre 2012[4]. Le « clip » est, cependant, sorti beaucoup plus tôt, le 29 mai 2012[23].
- Le troisième single est la chanson Back to Life, sorti le 5 mars 2013. Le clip est sorti le même jour[24],[25].
- Une sorte de clip a été tournée pour la chanson Two Girlfriends (ou une version assez alternative) mettant en scène le duo dans les « coulisses » de l'édition 2013 du Vans Warped Tour. Il s'intitule 2 Girlfriends 1 Boom[26] et a été dévoilé le 30 juillet 2013, bien qu'il ne s'agisse pas d'un véritable single.

## Liste des pistes
- La liste a été dévoilée en avril 2013 sur iTunes[27].

| No  | Titre                  | Producteur(s)           | Durée |
| --- | ---------------------- | ----------------------- | ----- |
| 1.  | Omens                  | 3OH!3                   | 1:37  |
| 2.  | Eyes Closed            | 3OH!3, Jukebox          | 4:40  |
| 3.  | You're Gonna Love This | 3OH!3                   | 3:31  |
| 4.  | Black Hole             | 3OH!3                   | 3:28  |
| 5.  | Make It Easy           | 3OH!3                   | 3:58  |
| 6.  | Youngblood             | 3OH!3, Greg Kurstin     | 3:23  |
| 7.  | Live for the Weekend   | 3OH!3                   | 3:53  |
| 8.  | Back to Life           | 3OH!3, Greg Kurstin     | 3:45  |
| 9.  | Hungover               | 3OH!3, SILAS            | 4:07  |
| 10. | Two Girlfriends        | 3OH!3                   | 2:55  |
| 11. | Do or Die              | 3OH!3, Joseph Trapanese | 3:31  |

| 12. | Slow Motion      | 3OH!3 | 3:47 |
| 13. | Go Fuck Yourself | 3OH!3 | 3:06 |
| 14. | New Girl         | 3OH!3 | 3:21 |
| 15. | I've Become      | 3OH!3 | 3:12 |

Samples et notes
- L'introduction de l'album, Omens, contient un sample de la chanson Hornz présente sur le premier album du groupe.
- Sur l'iTunes Store, le titre de l'album, Omens, a été stylisé en OMENS uniquement pour l'édition deluxe[28].
- À noter également que sur l'iTunes Store, le titre Go Fuck Yourself a été orthographié Go F**k Yourself. Cette censure est dû au mot vulgaire « fuck » qui est présent dans le titre de la chanson ainsi que dans celle-ci, dit à répétition. À ce propos, l'étiquette « Parental Advisory Explicit Content » est présente en bas de la pochette.

## Crédits
| - 3OH!3 (Nathaniel Motte et Sean Foreman) - compositeurs, ingénieurs, mixeurs, artistes principaux et producteurs - Gabriel Apodaca – booking - Tony Corey – commercialisation - Jesse Cronan – ingénieur - Anne Declemente – créateur artistique - Matt Galle – A&R - Chris Gehringer – mastering - Mike Kaminsky – management | - Andrew Kimmell – illustration, photographie - Greg Kurstin – compositeur, ingénieur et producteur - Pamela Littky – photographie - Andrew Luftman – A&R - Nicholas Motte – illustration, photographie - Michelle Piza – chef du projet - Jesse Shatkin – ingénieur - Joseph Trapanese – compositeur, ingénieur, mixeur et producteur |

- Source[29]

## Classements
| Classement (2013)          | Position |
| -------------------------- | -------- |
| États-Unis (Billboard 200) | 81       |